# Терсандър
Терсандър в древногръцката митология е един от Епигоните, син на Полиник и Аргия (дъщерята на цар Адраст). След похода на Епигоните и превземането на Тива, става неин владетел.
Възнамерява да се бие на страната на ахейците по време на Троянската война, но е убит преди тя да започне. Вергилий обаче казва, че Терсандър е един от героите, които се спотаили в дървения троянски кон.